# بلقاسم أوقاسي
بلقاسم أوقاسي هو صوفي وسياسي ومحارب جزائري اشتهر بمناهضته للاحتلال الفرنسي للجزائر.

## مقاومته للاحتلال الفرنسي
عندما برزت المقاومة الشعبية الجزائرية ضد فرنسا تحت إمرة الأمير عبد القادر، انضم الزواوة في منطقة القبائل تحت لوائها منذ سنة 1835م، وهو التاريخ الذي عيّن فيه الأمير عبد القادر المدعو «علي ولد سي سعدي» خليفة له.
ثم لم يلبث أن عوضه في اجتماع البويرة سنة 1838م بالسيد أحمد بن سالم، يساعده في خلافته ثلاثة آغاوات هم:
1- «بلقاسم أوقاسي» في عمراوة،
2- «الحاج محمد بن زعموم» ممثلا عن عرش إفليسن أومليل،
3- «سي الجودي» ممثلا عن أعراش إقاواون (جرجرة).
وبعدما تم استقبال الأمير عبد القادر من طرف الخليفة أحمد بن سالم في «برج حمزة» بالبويرة، رافقه في اليوم التالي إلى بوغني أين حظي هناك بأحر الاستقبال، حيث جاءت ألوف الناس من كل منطقة القبائل تنتظرة للتحية.
وقصد أمير بعد زيارته بوغني أهل معاتقة حيث قام بزيارة «سوق الخميس» و«زاوية سيدي علي موسى» أين وجد في هذا اليوم جماهير غفيرة بشكل غير معهود كانت على عجل لرؤية الأمير.
فطلب الأمير بعد أن حيى الحاضرين التحدث مع زعيمهم فردوا بأن لا زعيم لهم بل لهم أمناء يمثلون قراهم.
ولما تقدم هؤلاء ذكر الأمير بالخطر الذي يمثله الاحتلال الفرنسي والذي لن يتأخر بالوصول إليهم إذا لم يساعدوه في الحرب التي يخوضها منذ سنوات.
غير أن الأمناء، الذين كانوا غيورين على حريتهم وواثقين من حصن جبالهم، رفضوا أي مساهمة في المجهود الحربي الذي طلب منهم.
وأمام عدم التفهم هذا لم يلح الأمير على مخاطبيه وواصل طريقه في اتجاه أهل عمراوة.
و حل الأمير بتيزي وزو حيث اتقبل بحفاوة في البرج التركي القديم الذي أصبح مقر إقامة «بلقاسم أوقاسي» آغا عمراوة.
وكان العمراويون من المؤيدين لقضية الأمير وقد عبروا فيها منذ الزيارة الأولى التي جاء فيها إلى البويرة.

## معركة تيزي وزو (1845)
شارك الجنرال «جان فرانسوا جنتيل» في معركة مع الزواوة في منطقة برج تيزي وزو خلال شهر جوان 1845م.
ذلك أن الآغا السابق للأمير عبد القادر لدى «قبيلة عمراوة» المدعو «بلقاسم أوقاسي» مع الخليفة أحمد بن سالم قد حاولا خلال شهر مارس 1845م استنهاض التمرد لدى كل القبائل الزواوية المحيطة بواد سيباو القريب من برج تيزي وزو من أجل استرجاع نفوذهما على المنطقة، ومبشرين الزواوة بقرب قدوم الأمير عبد القادر بعد انتصاراته الباهرة في منطقة الغرب الجزائري.
فقامت بعض بطون «آيث إيراثن» و«آيث فراوسن» و«آيث جناد» بتلبية نداء «بلقاسم أوقاسي» وأحمد بن سالم من أجل طرد القياد الذين نصبتهم فرنسا في المنطقة.
إلا أن أعوان الاحتلال الفرنسي جمعوا حشودهم من الجنود العملاء منذ الوهلة الأولى من التمرد وتحصنوا في «برج تيزي وزو» وأرسلوا إلى مدينة الجزائر من يخبر الحاكم العام بالوضعية الحرجة التي هم عليها.
فبادر «الجنرال دي بار» (بالفرنسية: De Bar)‏ بإرسال حوالي 200 فارس، يشرف عليهم «قائد منطقة يسر»، إلى تيزي وزو من أجل دعم «القياد المعينين» لصد هجوم المقاومين الزواوة.
وتبع هذا الدعم قدوم كوكبة أخرى من الفرسان الذين أرسلهم «قائد منطقة الخشنة» المدعو «القايد العربي» لدعم حامية تيزي وزو.
وتم التحام الجيشين، المقاومون الزواوة من جهة وأعوان فرنسا من جهة أخرى، في منطقة «أولاد بوخليفة» (بوخالفة) في بداية شهر جوان 1845م أين انهزم «بلقاسم أوقاسي» وأحمد بن سالم مع المقاومين الزواوة الذين كانوا معهما.
وكانت خسائر المقاومين الزواوة متمثلة في بعض القتلى، ودفعهم ذلك إلى التخلي عن «بلقاسم أوقاسي» وخليفته خاصة بعدما علموا ولمحوا مخيم الجنرال «جان فرانسوا جنتيل» الذي أقبل لدعم أعوان الاحتلال في تيزي وزو.
فتدعمت قيادة حلفاء فرنسا في المنطقة بعد قدوم الجنرال «جان فرانسوا جنتيل»، وكان استسلام «فليسة أومليل» وتحالف قائدها الآغا «بن زعموم» مع الفرنسيين إيذانا ببسط النفوذ الفرنسي في كامل فضاء القبائل المنخفضة.

## استسلامه
بعد أن تغلب «الماريشال بيجو» على الخليفة أحمد بن سالم في منطقة القبائل، فضل هذا الأخير الهجرة مع الأمير عبد القادر إلى الشام في خريف 1847م بمعية «الشيخ المهدي السكلاوي».
وقد رفض أحمد بن سالم منصب الآغا الذي عرض عليه، في حين قبله مساعده «بلقاسم أوقاسي» على الفور إثر استسلامه بتاريخ 10 أفريل 1847م في «وادي القصب» أين كان مقر «زمالة الأمير عبد القادر».
وقد استمر أحمد سالم يراسل «بلقاسم أوقاسي» طالبا منه الالتحاق به إلى الشام.
وبالفعل فقد طلب «بلقاسم أوقاسي» من الإدارة الفرنسية سنة 1849م السماح له بالسفر إلى مكة، لكن طلبه لم يحظ بالقبول وأقنعه الفرنسيون بالعدول عن قراره وهو ما تم بالفعل.

## زمالة وادي القصب
بعد تعيين «بلقاسم أوقاسي» في منصب «باشاغا سيباو»، تم إنشاء «زمالة من الحرس» في منطقة «وادي القصب» تحت قيادته في موقع «المجاز».
وقام بعد ذلك «النقيب بيشو» (بالفرنسية: Pechot)‏ مع الآغا «بلقاسم أوقاسي» المتعاون الجديد مع فرنسا بتنصيبها في شهر جوان 1851م، مع تنظيمها إلى منطقتين بعد قرار 18 جويلية 1851م:
1. في الشرق: قيادة «وادي القصب» تحت إمارة «علي محمد الحسين» قائد «الزمالة»، وقد ضمت قيادة «وادي القصب» عدة مناطق ألحقت فيما بعد إلى بلدية المسيلة وهي:
  1. ملوزة.
  2. بني يلمان.
  3. الخرابشة.
  4. الدريعات.
  5. لقمان.
2. في الغرب: قيادة تحت إمارة «محمد أمزيان بن إسماعيل».

## زيارته فرنسا
منذ وصول «نابليون الثالث» إلى الحكم بتاريخ 2 ديسمبر 1852م، توسعت زيارات الجزائريين إلى فرنسا واتصفت بالولاء والطاعة أكثر ما عبرت عن رفض الاحتلال الأجنبي، ومن بين هؤلاء الزوار كان «بلقاسم أوقاسي» الذي كان يشغل منصب «باشاغا سيباو».